# فيكتور كرام
فيكتور كرام (بالإنجليزية: Viktor Krum)‏ ، شخصية خيالية في سلسلة هاري بوتر لمؤلفتها ج. ك. رولنغ، أحد طلاب معهد دارمسترانج.
فكتور كرام باحث بلغاري في فريق بلغاريا الوطني للكويدتش، لعب في كأس العالم مع فريقه عام 1994 ، وكان بطل مدرسته دارمسترانج في دورة السحر الثلاثية المُقامة في عام 1994 ، وهو الطالب المفضل والأثير عند مدير مدرسته إيغور كاركاروف.
ذهب مع هيرماني لحفلة الكرة الراقصة، وأُخذت بعد ذلك كرهينة أثناء المهمة الثانية له في دورة السحر الثلاثية.